# Elvira de Hidalgo
Elvira de Hidalgo (27. prosince 1892, Aragón – 21. ledna 1980, Milán) byla španělská sopranistka.

## Rola a angažmá
Studovala u Bordalbalové (Barcelona) a Vidalové (Milán). Poprvé vystoupila jako Rosina v opeře Lazebník sevillský v Neapoli v Teatro San Carlo.

### Angažmá
- Monte Carlo
- 1909 - 1910 - Praha
- 1912 – Opera v Paříži
- 1916 – La Scala
- 1924 – Royal Opera House Covent Garden
- 1924 -1926 – Metropolitní opera

A také další světové scény. Od roku 1933 začala vyučovat zpěv. Její studentkou byla i Maria Callasová.

### Role
- Filina – opera Mignon
- Lakmé
- Musetta – opera Bohéma